# Old MacDonald Had a Farm
"Old MacDonald Had a Farm", Roud 745, är en nordamerikansk folkvisa och barnramsa, först publicerad 1917. Sången handlar om bonden MacDonald (ibland skrivet McDonald) och djuren som finns på hans gård. Varje vers handlar om ett visst djur och dess läte. I många versioner läggs läten från de tidigare verserna på för varje ny vers (kumulativ visa).
På svenska brukar den kallas "Per Olsson och hans bonnagård" eller bara "Per Olsson". Den svenska texten börjar Per Olsson hade en bonnagård och har spelats in på skiva av Owe Thörnqvist med flera.

## Publikation
- Barnvisboken, 1977 (på svenska), angiven trad.